# Johnson Glacier
Johnson Glacier är en glaciär i Antarktis. Den ligger i Västantarktis. Inget land gör anspråk på området. Johnson Glacier ligger 339 meter över havet.
Terrängen runt Johnson Glacier är platt norrut, men söderut är den kuperad. Trakten är obefolkad. Det finns inga samhällen i närheten. 